# Ectophasia holosericea
Ectophasia holosericea là một loài ruồi trong họ Tachinidae.